# Portrait de Vava
Portrait de Vava est un tableau réalisé par le peintre français Marc Chagall en 1966. Cette peinture à l'huile sur toile est un portrait de l'épouse de l'artiste Valentina devant la tête d'un animal rouge et la tour Eiffel. Elle est conservée dans une collection privée.